# Зверинский, Василий Васильевич
Васи́лий Васи́льевич Звери́нский (13 [25] февраля 1835 или 1834, Раненбургский уезд, Рязанская губерния — 22 февраля [6 марта] 1893, Санкт-Петербург) — русский статистик, старший редактор центрального статистического комитета МВД Российской империи, действительный статский советник.

## Биография
Василий Зверинский происходил из потомственных дворян Рязанской губернии. После непродолжительной службы в войсках поступил в центральный статистический комитет, занимался географией, историей и статистикой России. Награждён золотой медалью от Русского географического общества за участие в создании географического словаря Российской Империи. 
Скончался 22 февраля 1893 года и захоронен на Смоленском кладбище в Санкт-Петербурге:322.

## Семья и близкие
Дочь Александра Васильевна (?- после 1916) - начальница Никольского женского училища -  проживала в Петербурге на Петроградской стороне.
супруга Александра Петровна (? - после 1913) проживала в Петербурге на улице Коломенская 16